# Comuna Micăuți, Strășeni
Comuna Micăuți este o comună din raionul Strășeni, Republica Moldova. Este formată din satele Micăuți (sat-reședință) și Gornoe.

## Demografie
Conform datelor recensământului din 2014, comuna are o populație de 2.857 de locuitori. La recensământul din 2004 erau 2.946 de locuitori.

## Administrație și politică
Componența Consiliului local Micăuți (13 consilieri), ales la 5 noiembrie 2023, este următoarea:
|  | Partid                                            | Consilieri | Componență | Componență | Componență | Componență | Componență | Componență | Componență | Componență | Componență |
|  | ------------------------------------------------- | ---------- | ---------- | ---------- | ---------- | ---------- | ---------- | ---------- | ---------- | ---------- | ---------- |
|  | Partidul Acțiune și Solidaritate                  | 9          |            |            |            |            |            |            |            |            |            |
|  | Partidul Socialiștilor din Republica Moldova      | 2          |            |            |            |            |            |            |            |            |            |
|  | Partidul Dezvoltării și Consolidării Moldovei     | 1          |            |            |            |            |            |            |            |            |            |
|  | Alianța Liberalilor și Democraților pentru Europa | 1          |            |            |            |            |            |            |            |            |            |